# Каліховщизна
Каліховщизна (пол. Kalichowszczyzna) — село в Польщі, у гміні Тучна Більського повіту Люблінського воєводства. Населення — 52 особи (2011).

## Історія
За даними етнографічної експедиції 1869—1870 років під керівництвом Павла Чубинського, у селі переважно проживали греко-католики, які розмовляли українською мовою.
За німецьким переписом 1940 року, у селі проживало 71 особа, усі поляки.
У 1975—1998 роках село належало до Білопідляського воєводства.

## Демографія
Демографічна структура станом на 31 березня 2011 року:
|          | Загалом | Допрацездатний вік | Працездатний вік | Постпрацездатний вік |
| -------- | ------- | ------------------ | ---------------- | -------------------- |
| Чоловіки | 22      | 2                  | 13               | 7                    |
| Жінки    | 30      | 11                 | 10               | 9                    |
| Разом    | 52      | 13                 | 23               | 16                   |